# Brian Urlacher
Brian Keith Urlacher (ur. 25 maja 1978 w Pasco, Waszyngton) to amerykański zawodnik futbolu amerykańskiego, grający z numerem 54 na pozycji linebackera w drużynie Chicago Bears występującej w lidze National Football League.
Brian Urlacher został wybrany z numerem dziewiątym w pierwszej rundzie draftu NFL w 2000 roku przez drużynę Chicago Bears. W swoim pierwszym sezonie zdobył nagrodę dla najlepszego debiutanta roku w lidze NFL. W sezonie 2005 roku zdobył nagrodę dla najlepszego obrońcy roku. W sezonie 2006 wraz z drużyną Chicago Bears zdobył wicemistrzostwo ligi NFL przegrywając w finale ligi Super Bowl XLI z drużyną Indianapolis Colts. Przez całą karierę został wybrany do meczu gwiazd Pro Bowl osiem razy.
22 maja 2013 roku ogłosił zakończenie kariery.